# 세르게이 아슈반덴
세르게이 아슈반덴(독일어: Sergei Aschwanden, 1975년 12월 22일~)은 스위스의 유도 선수, 정치인, 체육행정가이다. 2008년 하계 올림픽 남자 미들급에서 동메달을 획득했으며, 세계 선수권 대회에서 은메달 1개, 동메달 1개를 획득했다.
은퇴 후 2020년부터 스위스 유도 협회 회장을 맡고 있다.